# دهستان تویه دروار
تویه دروار یکی از دهستان‌های شهرستان دامغان در استان سمنان ایران است. این دهستان در بخش امیرآباد در دالانی سبز به طول ۲۵ کیلومتر جای دارد. بر اساس سرشماری سال ۱۳۸۵، جمعیت این دهستان ۱٬۵۶۳ نفر (۵۴۲ خانوار) بوده‌است.
مرکز این دهستان، روستای بزرگ تویه است و دیگر روستاهای مسکونی آن از این قرارند:
- دشتبو
- دهخدا
- سرتنگه
- بناب صالح
- تویه
- دروار

صح
قوشه
آب این دهستان از چشمه‌های خوشگوار چشمه قلقل ، چشمه انگورستانی و دیگر چشمه ها تأمین می‌گردد که بیشترین مصرف آن در بخش کشاورزی است.
تاریخ این دهستان به پیش از اسلام و حتی پیشدادیان می‌رسد. قلعه گیو تنگه و چاه دیو نمونه بارزی از اسامی و تفکر پیشدادیان در این منطقه است. وجود معبد چهل دختران (از معابد الهه آب آناهیتا) در این منطقه و وجود قلاع متعدد و قنوات  و آتشکده صح که پس از اسلام مبدل به امامزاده شده‌است و دالانهای زیرزمینی در محله درمیانده تویه و در روستای صح از نمونه‌های ساختمان‌ها و بناهای پیش از اسلام و تمدن پارتی در این منطقه است. دارالحکومه دروار که به نام قلعه دروار شناخته می‌شد در صده گذشته خراب شد و قلعه درون آبادی صح همچنان پابرجاست و کهن درختان چنار با عمری افزون بر ۸۰۰سال مانند چنار کهو و چنار درزی دروار و چنار باغرودبار دروار وچنار تنگه دروار و چنار مسجد صح و کهنسالترین و قطورترین درخت چنار در کنار آسیاب باغستان روستای تویه دروار (تویه) نمونه‌های زنده و اسناد حاضر از زندگی در این منطقه هستند که در هیچ جای ایران به چنین عظمت و شکوهی مانند ندارند. آسیابهای قدیمی آبی نمونه‌های سند صنعتی استفاده از طبیعت و قدرت آب در این منطق هاست  
مهم‌ترین محصول کشاورزی دهستان تویه دروار گردو با کیفیت بالا است. پس از آن انگور و بقیه محصولات سر درختی و سماق و انجیر  به صورت کاملاً ارگانیک و طبیعی با کیفیت بسیار بالا در این دهستان موجود است. همچنین کشاورزان این منطقه به کاشت گندم، چو، سیفی جات و… نیز اقدام می‌نمایند. ↵در قدیم شغل بیشتر اهالی دامداریو چهار پاداری و کشاورزی و عده‌ای نیز مشاغل دیوانی و نظامی داشته‌اند و استخراج سرب و کاردر معادن و اکنون بیشتر به کارهای صنعتی روی آورده‌اند یکی از مهم‌ترین و به خصوص پر فعالیت‌ترین کارهای انجام شده در این روستا صنایع وابسته به چوب و سنگ‌شکنی می‌باشد. ↵تعداد شناسنامه‌های صادر شده از این دهستان به نقل مسئول ثبت احوال شهرستان دامغان ۹۵۴۲ نفر می‌باشد که این عدد خود تعداد مهاجرین این دهستان به شهرها را نشان می‌دهد. ↵فرزندان این منطقه از هوش بسیار بالایی برخوردارند که از نظر عددی بیشترین آمار تحصیلکرده‌های دانشگاهی را در ایران از ان خود کرده‌اند و تمامی فرزندان این منطقه حداقل یک دوره دانشگاهی یا حوزوی را طی نموده‌اند. در گذشته حوزه علمیه دروار که در زمان صفویه فعالیت رسمی را پس از یکدوره رکود از سر گرفت در منطقه دامغان زبانزد بوده و علما و فقهای زیادی در ان به تدریس و تحصیل مشغول بوده‌اند و حتی درس خارج فقه نیز در آن تدریس می‌شده که این از علم دوستی و عشق به آموزش این مردم از قدیم اشاره دارد. و در حال حاضر نیز فرزندان برومنداین آب و خاک در مراکز دانشگاهی مشغول فراگیری و آموزش به هموطنانند.